# Кентон (Охајо)
Кентон (енгл. Kenton) град је у америчкој савезној држави Охајо.

## Демографија
По попису из 2010. године број становника је 8.262, што је 74 (-0,9%) становника мање него 2000. године.
| Група             | 2000.         | 2010.         |
| Белци             | 8.054 (96,6%) | 7.862 (95,2%) |
| Афроамериканци    | 76 (0,9%)     | 72 (0,9%)     |
| Азијати           | 31 (0,4%)     | 23 (0,3%)     |
| Хиспаноамериканци | 75 (0,9%)     | 184 (2,2%)    |
| Укупно            | 8.336         | 8.262         |